# Gare d'Estressin
La gare d'Estressin est une gare ferroviaire française de la ligne de Paris-Lyon à Marseille-Saint-Charles, située dans le quartier d'Estressin, sur le territoire de la commune de Vienne, sous-préfecture du département de l'Isère, en région Auvergne-Rhône-Alpes.
Elle est mise en service en 1855 par la Compagnie du chemin de fer de Lyon à la Méditerranée.
C'est une halte voyageurs de la Société nationale des chemins de fer français (SNCF), desservie par des trains TER Auvergne-Rhône-Alpes.

## Situation ferroviaire
Établie à 159 mètres d'altitude, la gare d'Estressin est située au point kilométrique (PK) 540,025 de la ligne de Paris-Lyon à Marseille-Saint-Charles, entre les gares de Chasse-sur-Rhône et de Vienne.

## Histoire
La gare d'Estressin a été ouverte le 16 avril 1855 par la Compagnie du chemin de fer de Lyon à la Méditerranée à l'occasion de la mise en service, le même jour, de la ligne de chemin de fer de Lyon à Avignon.
En 2022, selon les estimations de la SNCF, la fréquentation annuelle de la gare est de 114 242 voyageurs, en augmentation depuis 2015 avec 89 072 voyageurs, et 95 136 voyageurs en 2014.

## Service des voyageurs

### Accueil
Halte SNCF, c'est un point d'arrêt non géré (PANG) à entrée libre. Elle est équipée d'automates pour l'achat de titres de transport. Une passerelle piétonne permet de relier les deux quais, et par extension, le quartier des Charavelles et Grand Estressin.

### Desserte
Estressin est desservie par des trains TER Auvergne-Rhône-Alpes qui effectuent des missions entre la gare de Vienne et les gares de Villefranche-sur-Saône ou Lyon-Perrache.

### Intermodalité
La gare est desservie par la ligne 1 du réseau de bus L'va.
Un parc pour les vélos et un parking pour les véhicules y sont aménagés.

Galerie de photographies
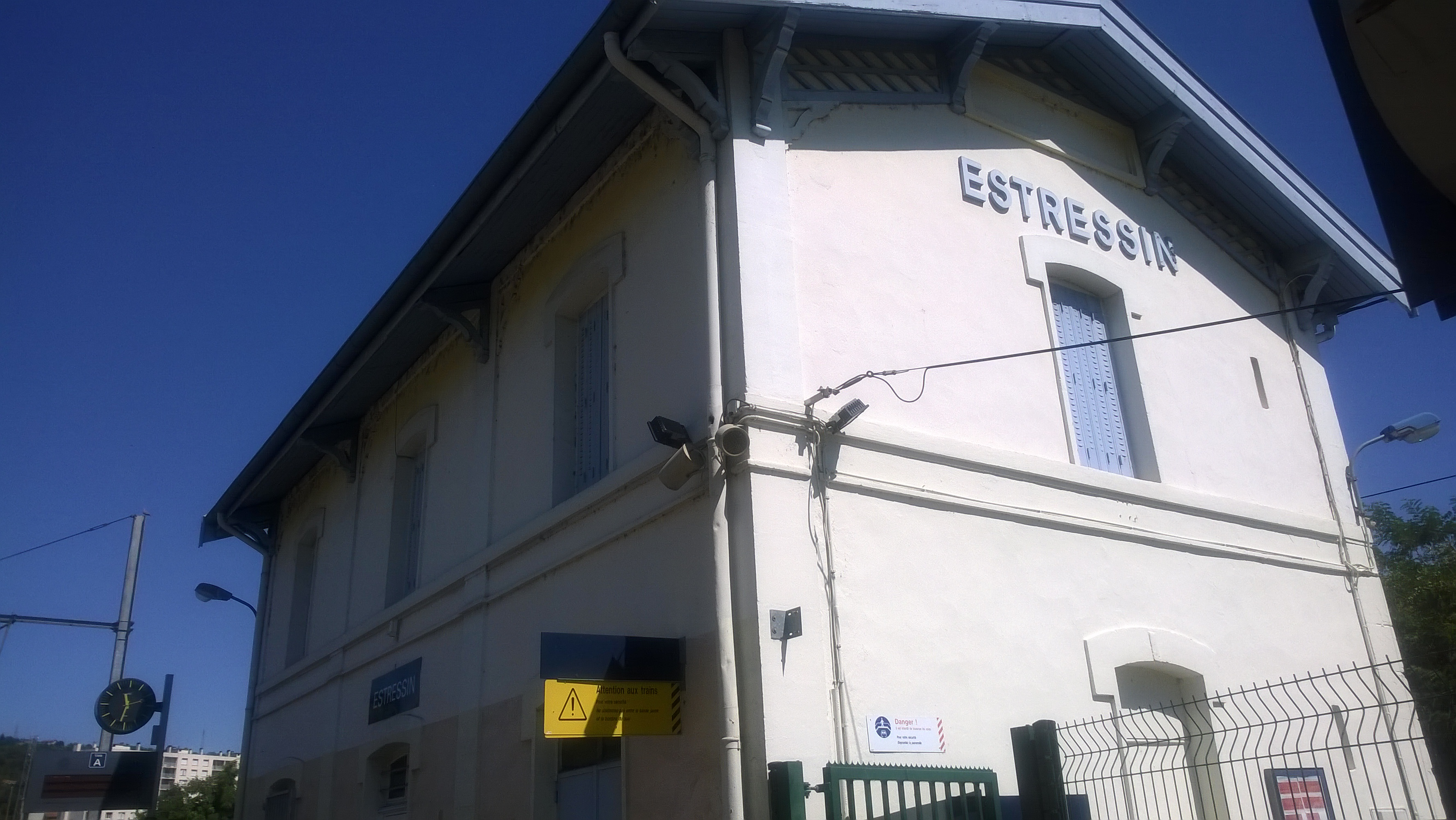
Bâtiment voyageurs.
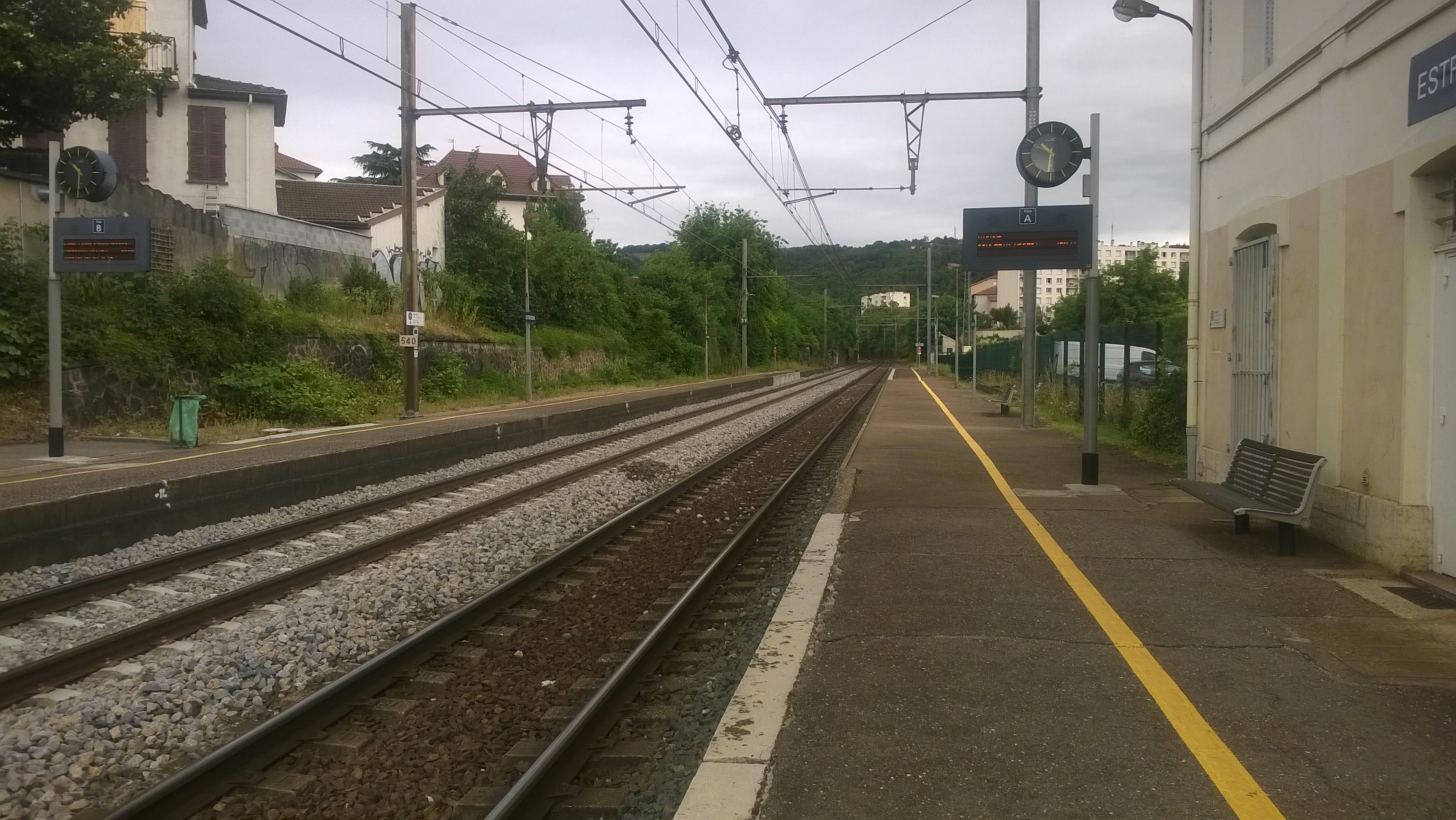
Quai A.
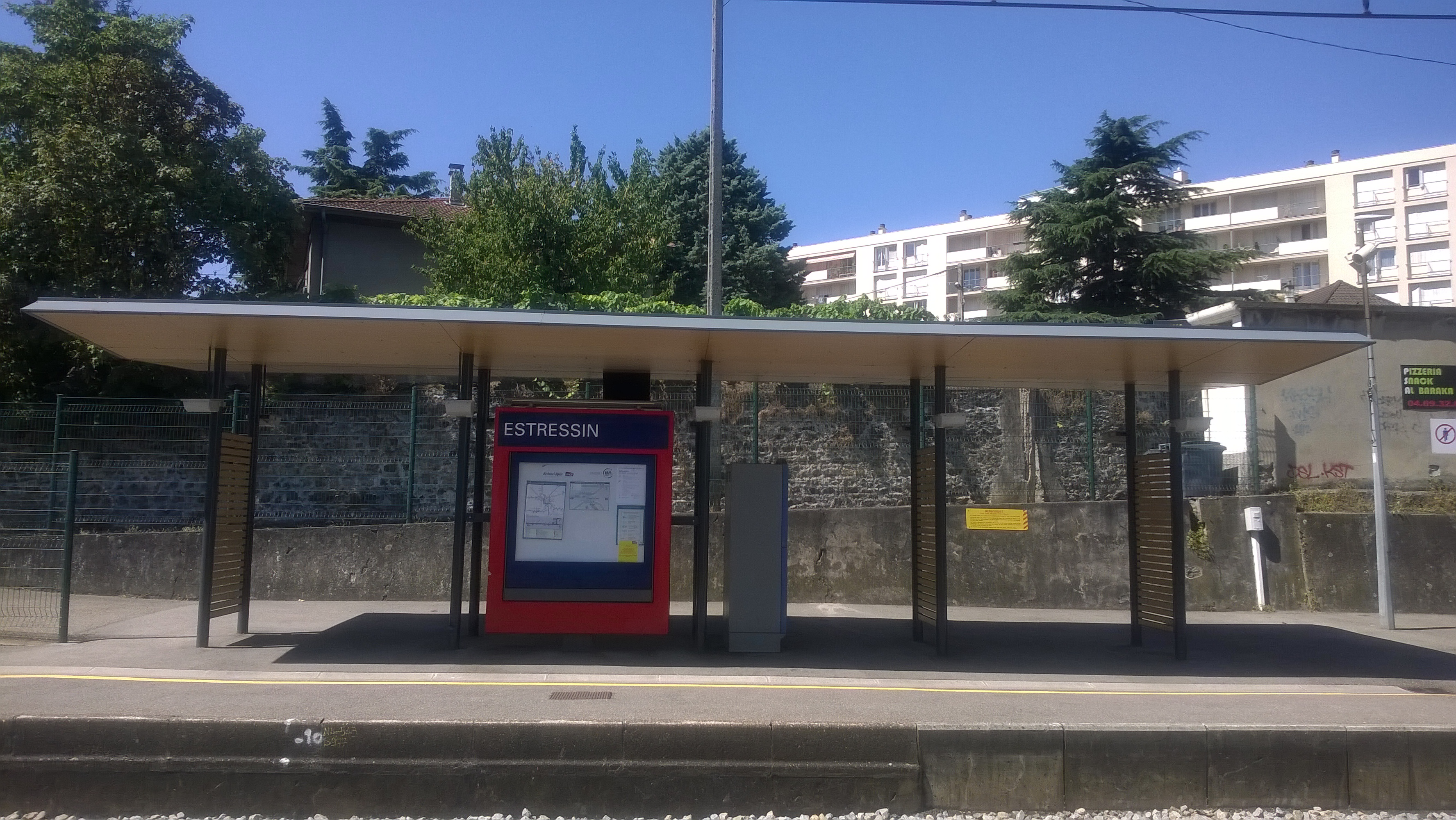
Quai B.